# شهر رفت و آمد

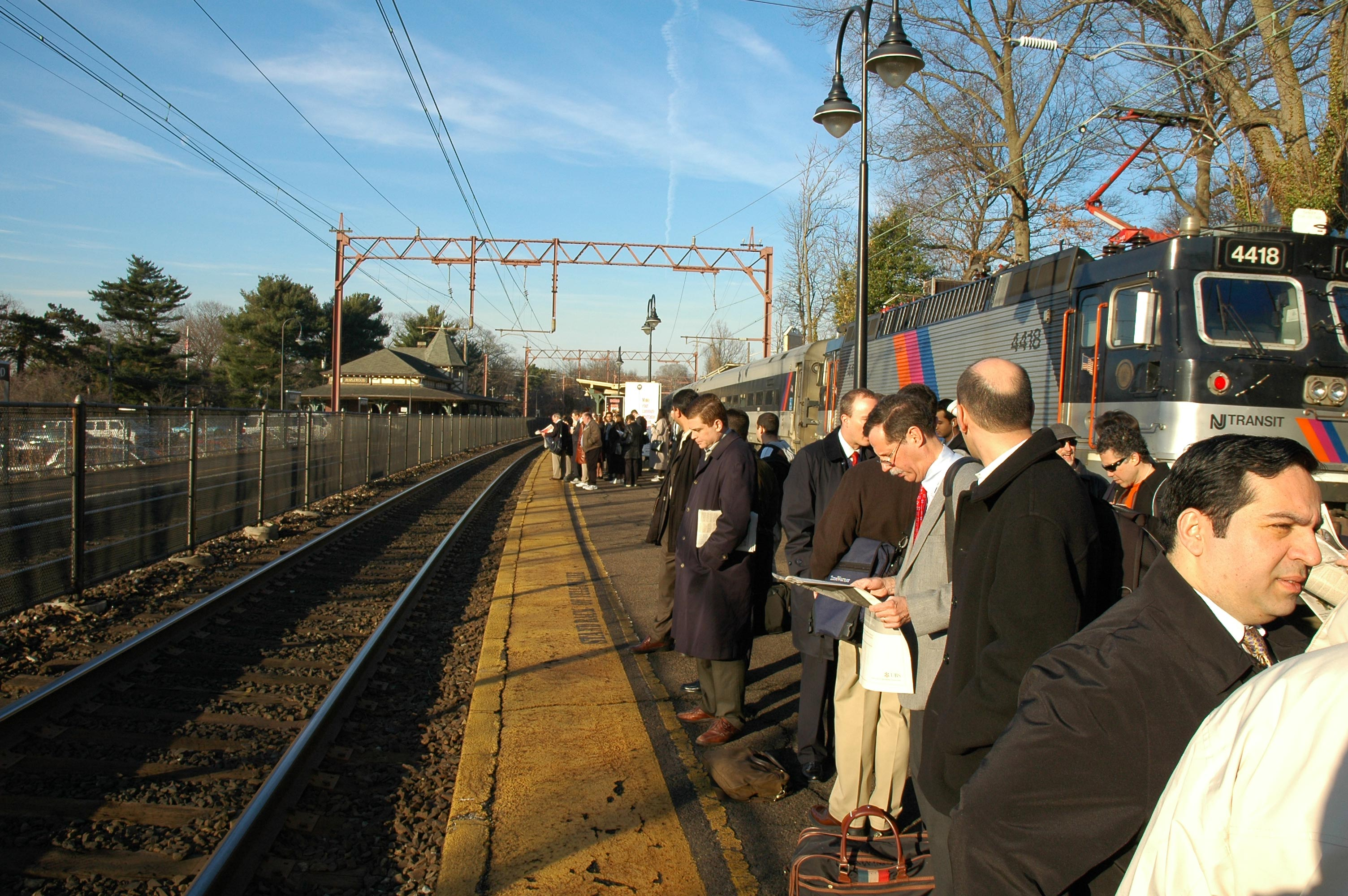
بسیاری از شهرداری‌ها در ایالت نیوجرسی ایالات متحده را می‌توان شهرهای رفت و آمد در نظر گرفت. در اینجا، سواران در میپل وود منتظر قطاری به مقصد نیویورک در ساعات اوج ترافیک هستند.

شهر رفت‌وآمد (انگلیسی: Commuter town) منطقه ای پرجمعیت است که عمدتاً مسکونی است تا تجاری یا صنعتی. رفت‌وآمد معمولی از خانه به محل کار و برگشت انجام می‌شود. در ژاپن، یک شهر رفت‌وآمد را می‌توان «شهر تخت‌خواب» (ベッドタウン, beddotaun) نامید.